# 第三代哈考特伯爵威廉·哈考特

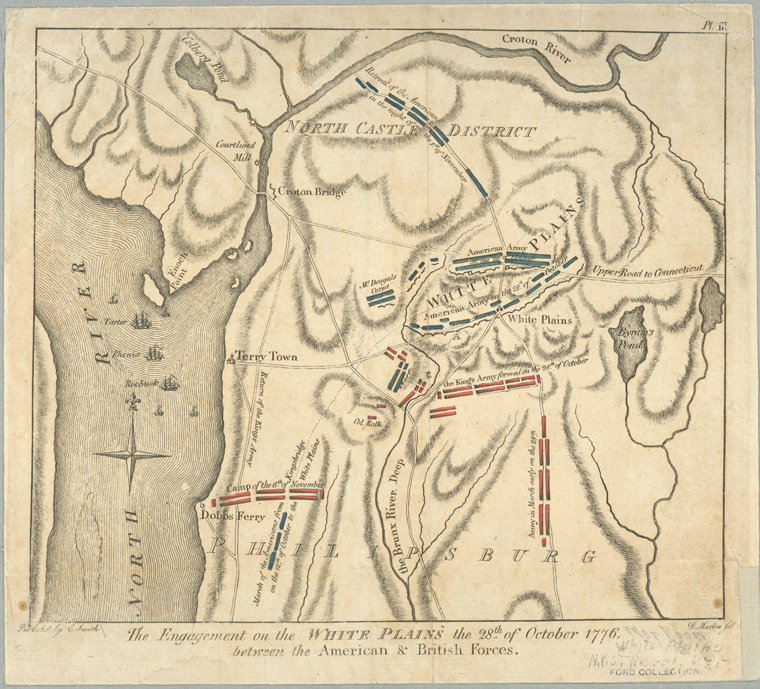
哈考特率领第16轻龙骑兵团参加了白原战役

陆军元帅第三代哈考特伯爵威廉·哈考特 GCB（1743年3月20日—1830年6月17日）是一位英国贵族和英国陆军军官。在七年战争期间，哈考特作为阿尔伯马尔勋爵的副官随军参加哈瓦那围城战。在美国独立战争期间，哈考特率领他的骑兵团参加了白原战役，后在巴斯金岭俘虏了美军将领查尔斯·李。之后，他在法兰德斯战役期间指挥英国骑兵参加威廉姆斯战役。在那场战役中，他接替约克公爵担任指挥官，并负责英军从不来梅开始的撤离行动。他最后的军职是马洛皇家军事学院的院长。

## 军旅生涯
第三代哈考特伯爵威廉·哈考特是第一代哈考特伯爵西蒙·哈考特（Simon Harcourt）和丽贝卡·哈考特（Rebecca Harcourt，婚前姓桑伯恩·勒巴斯）的小儿子。哈考特于1759年8月10日被任命进入第一近卫步兵团担任少尉。1759年10月27日，他在第16轻龙骑兵团晋升上尉，这是一个由他父亲出资组建的团，被称为“哈考特的黑马军团”。1760年6月30日，他转移到第3龙骑兵团，后被派往梅克伦堡-施特雷利茨（与他的父亲一起）护送乔治三世国王的未婚妻梅克伦堡-施特雷利茨的夏洛特前往英格兰。出色完成此项任务后，哈考特于当年晚些时候被任命为王后侍从。
七年战争期间，哈考特在1762年远征哈瓦那时担任阿尔伯马尔勋爵的副官。1764年11月，他晋升中校，并指挥第31步兵团。1765年4月，哈考特成为第4轻龙骑兵团团长。1768年6月，哈考特转而指挥第16轻龙骑兵团。
1766年，他被任命为乔治三世的宫廷贴身管家，他一直担任这一职位直到1808年，之后他被任命为王权授带监护人并担任该职直到1809年。此外，他在1818年之前一直担任王后的马车护卫。1768年至1774年，哈考特还担任过牛津选区的国会议员。
美国独立战争期间，哈考特于1776年10月在白原战役中指挥第16轻龙骑兵团，后于同年12月在巴斯金岭俘虏了美军的查尔斯·李将军。1777年8月29日，哈考特晋升上校，并于该年9月成为国王的侍从官。1779年10月，哈考特成为第16轻龙骑兵团的名誉上校。1781年，哈考特从格洛斯特和愛丁堡公爵威廉·亨利親王手中买下了位于克莱尔的圣伦纳德山。哈考特于1782年11月20日晋升少将，随后被任命为温莎大公园的游骑兵副司令。
1793年10月18日，哈考特晋升中将。后于1794年5月在法兰德斯战役期间指挥英国骑兵参加威廉姆斯战役。1794年3月21日，哈考特被任命为威廉堡总督。他在佛兰德斯战役期间接替约克公爵担任司令，并于1795年春季监督英军从不来梅撤离。回国后，他被任命为赫尔河畔金斯顿的总督。
哈考特于1798年1月1日晋升上将，并于1801年6月成为马洛皇家军事学院的第一任校长。1801年11月，哈考特被任命为伯克郡的副总督。1809年4月，哈考特从哥哥乔治·西蒙·哈考特手中继承哈考特伯爵爵位，成为第三代哈考特伯爵，后于1811年7月被任命为朴茨茅斯总督。1820年5月20日，哈考特获得巴斯骑士大十字勋章，并于1821年7月17日晋升陆军元帅。哈考特于同年7月19日在乔治四世的加冕礼上担任英国军旗掌旗手。1827年，他继续担任朴茨茅斯总督。
哈考特于1830年6月17日在圣伦纳德山去世，葬于牛津郡的斯坦顿哈考特。他的庄园传给了表弟约克大主教爱德华·弗农。继承遗产后，弗农改姓为哈考特。如今，在斯坦顿哈考特的圣米迦勒教堂和温莎城堡的圣乔治教堂都有哈考特的雕像。

## 家庭
1778年9月3日，哈考特与托马斯·洛克哈特（Thomas Lockhart）的遗孀玛丽结婚，夫妻二人没有孩子，哈考特伯爵随之绝嗣。

## 引注
1. 1 2 3 4 5 6  .  線上版. 牛津大學出版社. 2004  [2014-06-08]. doi:10.1093/ref:odnb/12248. 需要订阅或英国公共图书馆会员资格
2. 1 2 3 4  Heathcote, p. 166
3. ↑   (PDF).   [2016-04-25]. （原始内容存档 (PDF)于2014-10-19）.
4. 1 2  Heathcote, p. 167
5. ↑  . 倫敦憲報. 1777-09-02.
6. ↑  . 倫敦憲報. 1779-10-26.
7. ↑  : 72–77. 1923  [2014-06-08]. （原始内容存档于2014-08-11）.
8. ↑  . 倫敦憲報. 15 October 1793.
9. ↑  . 倫敦憲報. 1794-03-29.
10. ↑  . 倫敦憲報. 1795-07-14.
11. ↑  . 倫敦憲報. 1798-01-06.
12. ↑  . 倫敦憲報. 1801-06-20.
13. ↑  . 倫敦憲報. 1801-12-05.
14. ↑  . 倫敦憲報. 1821-07-24.
15. ↑  . 倫敦憲報. 1827-01-02.